# Municipio de Eldred (condado de McKean)
El municipio de Eldred  (en inglés: Eldred Township) es un municipio ubicado en el condado de McKean en el estado estadounidense de Pensilvania. En el año 2000 tenía una población de 1.696 habitantes y una densidad poblacional de 16.6 personas por km².

## Geografía
El municipio de Eldred se encuentra ubicado en las coordenadas 41°58′00″N 78°21′59″O / 41.96667, -78.36639.

## Demografía
Según la Oficina del Censo en 2000 los ingresos medios por hogar en la localidad eran de $33,750 y los ingresos medios por familia eran $40,278. Los hombres tenían unos ingresos medios de $31,105 frente a los $22,241 para las mujeres. La renta per cápita para la localidad era de $15,361. Alrededor del 13,4% de la población estaban por debajo del umbral de pobreza.